# Esther Balboa Bustamante
Esther Virginia Balboa Bustamante (Caracato, municipio de Sapahaqui, provincia de Loayza, departamento de La Paz, 26 de noviembre de 1959) es una bióloga, antropóloga, política y activista quechua boliviana.

## Biografía
Esther Balboa Bustamante nació en Caracato en 1959 como hija de José Balboa, un maestro aimarahablante de agronomía, y una madre quechuahablante del departamento de Cochabamba. Creció en varios lugares a orillas del lago Titicaca en el departamento de La Paz, así en Isla del Sol, Warisata, Pillapi y Tiwanaku, lugares en los cuales se hablaba el idioma aymara.
Como niña Esther Balboa aprendió tres lenguas: su padre y la gente en su ambiente le hablaban en aimara, mientras que en casa su madre y abuela hablaban siempre en quechua y en la escuela se hablaba solamente en español. Ya cuando iba a la escuela la familia se mudó a Cochabamba.
Fue al colegio Santa Ana y luego estudió Psicología en la Universidad Mayor de San Simón (UMSS) en Cochabamba, donde obtuvo la licenciatura. Después fue a México, donde estudió Desarrollo Rural y alcanzó la maestría. Luego se volvió a Cochabamba e hizo un diplomado en Ciencias Políticas en la UMSS.
En los años 1980 Esther Balboa fue junto con su esposo José Antonio Rocha Torrico a la provincia de Bautista Saavedra para investigar la medicina tradicional de los Kallawayas, cooperando con Ina Rösing, una antropóloga alemana de la Universidad de Ulm. Rösing aprendió hablar quechua con fluidez y lo habló con Balboa y Rocha. En los años 1990 Esther Balboa y su esposo fueron con sus tres hijos a Ulm en Alemania, donde ambos se doctoraron en Ciencias Biológicas, Ina Rösing siendo su asesora doctoral. El tema de la tesis doctoral de Esther, escrita en idioma alemán y presentada en 1999, fueron las “Estructuras secuenciales de significación de los sufijos verbales que modifican el significado en el quechua actual del Cusco”. Obtuvo en 1999 el título de doctora de biología humana (Dr. Biol. Hum.), así como su marido, cuya tesis, presentada en 1997, tuvo el título “Ideología étnica, el poder y lo político entre los quechua de Cochabamba (1935–1952)”.
Luego Esther Balboa se volvió a Bolivia y trabajó como docente en la UMSS en Cochabamba y colaboró con organizaciones no gubernamentales diversas. Además fue presidenta de la Academia de la Lengua Quechua de Cochabamba.
En las elecciones en Bolivia en 2002, Esther Balboa fue candidata a la vicepresidencia por el Movimiento Indígena Pachakuti (MIP), cuyo candidato a la presidencia fue Felipe Quispe Huanca, llamado El Mallku. Quispe, autoproclamado “presidente de los aymaras”, la había propuesto para la vicepresidencia, reconociéndola como “representante del pueblo quechua”. Quispe y Balboa obtuvieron el 6 % de los votos. Desde agosto hasta noviembre de 2002, Balboa fue viceministra de educación en gobierno del presidente Gonzalo Sánchez de Lozada, que gobernó desde 2002 hasta 2003. Felipe Quispe la criticó fuertemente por colaborar en ese gobierno conservador. Después de su destitución, Pánfilo Yapu asumió su cargo. Así terminó su carrera política. Se volvió a trabajar como docente de Ciencias Sociales, Antropología, Etnolingüística y Medicina Tradicional.
En 2020, Esther Balboa y 24 escritores de Bolivia fundaron un “PEN Quechua” con sede en Cochabamba (Bolivia), que en septiembre de 2021 fue reconocido por el PEN Club Internacional como miembro. Esther Balboa fue elegida secretaria general; los demás miembros del primer directorio fueron el presidente Iván Prado Sejas, Julieta Zurita Cavero, Juan Clavijo Román y Gonzalo Montero Lara. Según Balboa, el PEN Quechua tiene como objetivo traducciones literarias al quechua y del quechua a otros idiomas, eventos sobre literatura quechua y el rescate de la tradición oral y tiene el „propósito de llegar a todas las naciones de América Latina en la que se hable el idioma nativo, desde el sur de Colombia hasta Chile“.

## Obras
- 1999: Sequenzstrukturen sinnmodifizierender Verbalsuffixe im heutigen Cusco-Quechua: ein Beitrag zur Kultur und Sprache der Anden. Dissertation zur Erlangung des Doktorgrades, Universität Ulm (en alemán, “Estructuras secuenciales de significación de los sufijos verbales que modifican el significado en el quechua actual del Cusco”)
- 2013: El origen del quechua cusqueño. In: Yuyayninchik – nuestro pensamiento, nuestro recuerdo, memoria institucional de bodas de plata. Academia Regional de Quechua Cochabamba, 2013. Grupo Editorial Kipus, Cochabamba 2013.
- 2013: El verbo y los sufijos modificadores de sentido según la lingüística quechua : el sufijo - CHI. In: Yuyayninchik – nuestro pensamiento, nuestro recuerdo, memoria institucional de bodas de plata. Academia Regional de Quechua Cochabamba, 2013. Grupo Editorial Kipus, Cochabamba 2013.

### Traducciones del quechua al castellano
- Iván Prado Sejas: Qhaway. Ensayo de aproximación psicológica en el contexto quechua. Presentación (p. 7–8) y traducción al castellano de Esther Balboa, revisión de Miguel Ángel Quiroga F. Runayay 2. Publicación semestral del Instituto de Investigaciones, Facultad de Humanidades, Universidad Mayor de San Simón, No. 2, Cochabamba (Bolivia) 1989, pp. 7–24.
- Cuentos de la región de Aiquile. Runayay 2. Publicación semestral del Instituto de Investigaciones, Facultad de Humanidades, Universidad Mayor de San Simón, No. 2, Cochabamba (Bolivia) 1989, pp. 99–131.

## Familia
Esther Balboa está casada con José Antonio Rocha Torrico, con el cual tiene cuatro hijos.